# Monte (La Valletta Brianza)
Monte (Immùnt in dialetto brianzolo) è una frazione del comune di La Valletta Brianza di circa 400 abitanti.

## Geografia fisica
Il centro abitato si sviluppa in gran parte sulla cresta di una collina allineata per circa 600 metri in direzione est-ovest, quindi perfettamente esposto a mezzogiorno.

## Monumenti e luoghi d'interesse

### Chiesa di Sant'Ambrogio al Monte

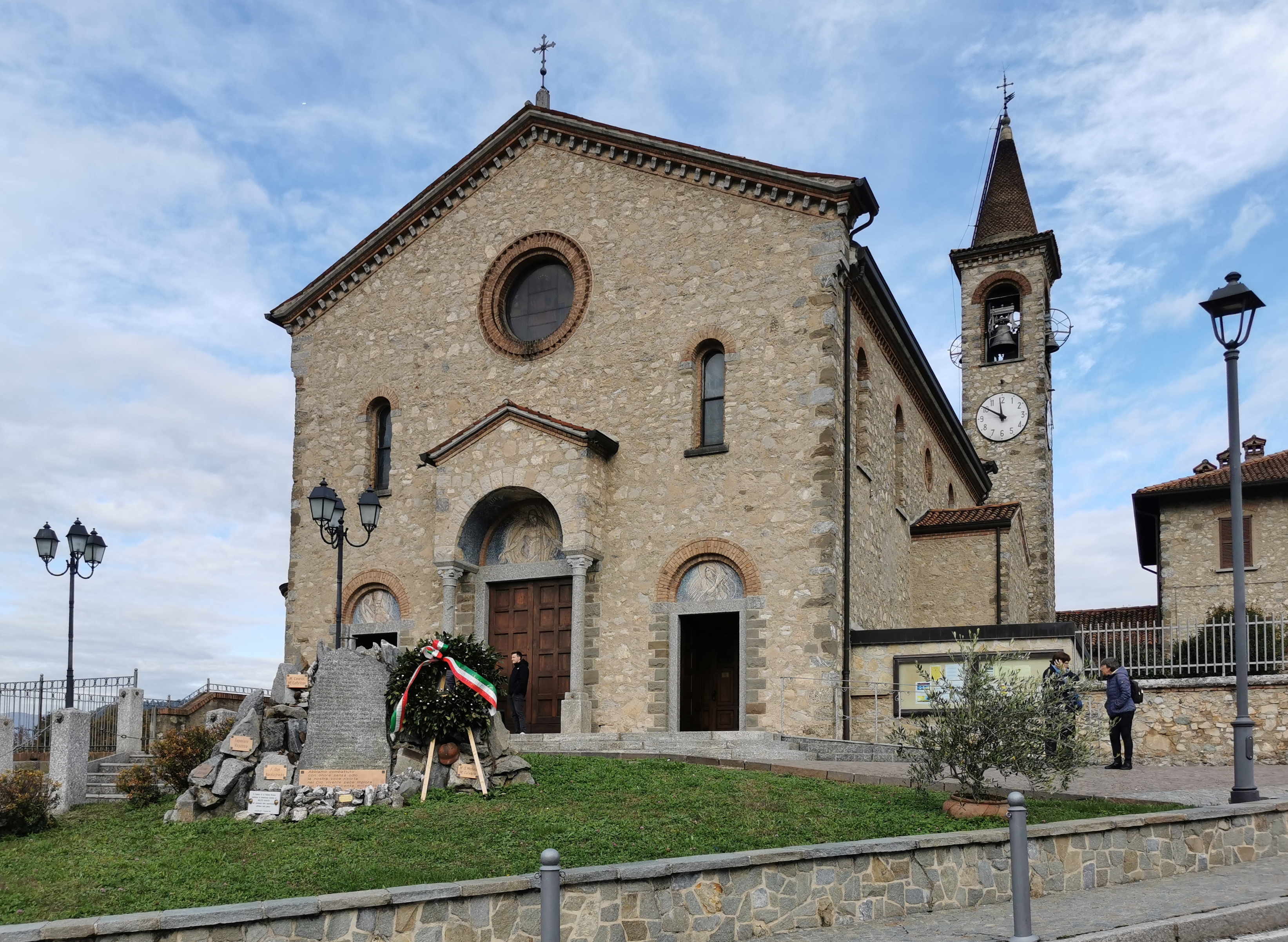

La nascita della chiesa di Sant’Ambrogio, nei documenti custoditi nell’archivio parrocchiale, è datata 9 marzo 1939, giorno nel quale fu benedetta e deposta la prima pietra dall’arcivescovo Alfredo Ildefonso Schuster.
Il 27 marzo 1940 vennero benedette le campane, mentre il giorno successivo la chiesa fu consacrata. 
Il nome della parrocchia deriva da quello di Don Ambrogio Rocca, il quale donò il terreno su cui oggi poggia l'edificio e il denaro necessario per la sua costruzione.